# Sant'Andrea Frius
Sant'Andrea Frius (sardinski: Sant'Andrìa 'e Frìus) je grad i općina (comune) u pokrajini Južnoj Sardiniji u regiji Sardiniji, Italija. Nalazi se na nadmorskoj visini od 280 metara i ima 1 786 stanovnika.
 Prostire se na 36,16 km². Gustoća naseljenosti je 49 st/km².
Susjedne općine su: Barrali, Dolianova, Donori, Ortacesus, San Basilio, San Nicolò Gerrei, Senorbì i Serdiana.